# Turkey Guys
Turkey Guys («Индейколовы») — пятая серия тринадцатого сезона мультсериала «Гриффины». Премьерный показ состоялся 16 ноября 2014 года на канале FOX.

## Сюжет
Лоис на ночь оставила блюда к праздничному столу в холодильнике, но ночью Брайан с Питером напились и съели все припасы ко Дню Благодарения. Лоис немедленно отправляет провинившихся за новой индейкой. Конечно же, найти птицу на прилавках накануне праздника не удаётся: приходится ехать в загородный магазин, где по счастливой случайности герои покупают последнюю индейку. Брайан боится за птицу, поэтому решает сам присматривать за ней и дать Питеру вести машину. Питер, пытаясь доказать, что Приус Брайана не заведён, топит машину в озере: Брайан в шоке от того, что Питер спасал из машины не его, а индейку. К счастью, отсюда можно быстро добраться домой на автобусе, но и тут Питер все портит: их двух вместе с индейкой выкидывают из автобуса после того, как Питер решил здесь «облегчиться». Даже велосипед не помогает: штанина застревает в цепи, и единственная надежда на скорое возвращение домой рушится. Кроме того, индейку отбирает водитель с пистолетом, который также не успел вовремя купить птицу.
Стьюи объясняет Крису, что именно он станет главным мужчиной в доме на время отсутствия Питера, это значит, что ему придется встречать и усаживать гостей. Однако планы Стьюи рушатся: Крис не в состоянии контролировать себя, он напивается и засыпает в комнате. Тем временем Лоис обеспокоена долгим отсутствием Питера и Брайана дома: гости уже прибывают, а индейки всё нет.
Брайан высказывает Питеру всё, что о нём думает: из-за него праздник испорчен, индейки нет, а до дома ещё так далеко. Но вдруг Питер замечает местный зоопарк: он предлагает Брайану выкрасть индейку оттуда. Начинается погоня за птицей, которая загоняет Брайана в вольер ко львам. Питер вовремя приходит на помощь своему другу, спасая его жизнь. Брайан благодарит Питера и просит прощения. В конце концов, парням хитростью удается поймать индейку.
Уже дома Питеру необходимо убить живую птицу, но он не может пересилить себя, говоря Лоис, что на День Благодарения важна не еда, а теплые отношения близких людей. Он просит её оставить индейку на ужин не как блюдо, а как гостя. В этот момент раздается выстрел: Крис решил стать мужчиной в доме и разнес в пух и прах птицу по столу зарядом из ружья. Все собравшиеся за столом смеются, в конце концов, теперь у них все-таки будет праздничное блюдо.

## Рейтинги
- Эпизод получил рейтинг 2.2 среди людей 18-49 лет.
- Согласно статистике, эпизод посмотрели порядка 4.46 миллиона человек в ночь «Animation Domination» на FOX.[1]

## Критика
Аманда Вулф из TV Fanatic присвоила эпизоду три с половиной звезды из пяти, комментируя свой выбор так: «Просмотр данного эпизода стал для меня действительно хорошим времяпровождением. Эта серия, увы, была не самой лучшей, но и не самой плохой. Опять же, в эпизоде минимально были использованы второстепенные персонажи, но эти жертвы стоят того, когда в центре сюжета дружба Питера и Брайана. Также мне понравилось, что в День Благодарения Гриффины собирают у себя полный дом гостей!»